# Liste antiker Ortsnamen und geographischer Bezeichnungen/Aq
| Lateinischer Name                                         | Griechischer Name                                       | Beschreibung                                                                 | Heute                                                                        | Quellen und Verweise       | Lage                |
| --------------------------------------------------------- | ------------------------------------------------------- | ---------------------------------------------------------------------------- | ---------------------------------------------------------------------------- | -------------------------- | ------------------- |
| Aqua Ferentina                                            |                                                         | Quelle am Fuß des Albaner Berge                                              |                                                                              | RE; Smith;                 |                     |
| Aqua Viva                                                 |                                                         | Ort in Pannonia superior                                                     | Petrijanec in der Gespanschaft Varaždin in Kroatien                          | PECS; RE;                  |                     |
| Aqua Viva                                                 |                                                         | Ort in Latium                                                                | Ortsteil Acquaviva in der Gemeinde Nerola in Italien                         | Pleiades; RE; Smith;       |                     |
| Aquae                                                     |                                                         | Namensbestandteil zahlreicher römischer Orte mit Bädern und/oder Quellen     |                                                                              | Smith;                     |                     |
| Aquae                                                     |                                                         | Kurort in Germania superior                                                  | Baden-Baden                                                                  | Pleiades; RE;              | 48° 46′ N, 8° 14′ O |
| Aquae                                                     |                                                         | Stadt in Pannonia superior                                                   | Baden bei Wien                                                               | RE;                        |                     |
| Aquae, ad Aquas, Aquas                                    |                                                         | Ort mit Heilquelle im Bezirk von Ulpia Traiana Sarmizegetusa in Dakien       |                                                                              | PECS; RE;                  |                     |
| Aquae Albulae                                             |                                                         | Quellgebiet 6 km westlich von Tivoli in Italien                              |                                                                              | RE; Smith (3);             |                     |
| Aquae Apollinares                                         |                                                         | Ort in Etrurien                                                              | Canale Monterano in der Provinz Rom in Italien                               | Pleiades; Smith;           |                     |
| Aquae Apollinares Novae, Aquae Stygianae                  |                                                         | Ort in Latium                                                                | Vicarello bei Bracciano in Italien                                           | Pleiades; RE;              |                     |
| Aquae Arnemetiae                                          |                                                         | Ort in Britannien                                                            | Buxton in Derbyshire                                                         | PECS;                      |                     |
| Aquae Aure                                                |                                                         | Kurort in Germania superior                                                  | Baden-Baden                                                                  | RE; Smith;                 |                     |
| Aquae Balissae, Municipium Iasorum                        |                                                         | Ort in Pannonia superior                                                     | Daruvar in Kroatien                                                          | Pleiades; RE;              |                     |
| Aquae Bilbitanorum, Aquae Hispanicae, Bilbilis            |                                                         | Ort bei Bilbilis in Hispania Tarraconensis                                   | Alhama de Aragón, östlich von Calatayud in Spanien                           | Pleiades; RE; Smith;       |                     |
| Aquae Bormonis                                            |                                                         | Ort in Gallien                                                               | Bourbon-Lancy im Département Saône-et-Loire in Frankreich                    | RE; Smith;                 |                     |
| Aquae Caeretanae                                          | Θερμὰ ἃ καλοῦσι Καιρετανά (Therma ha kalousi Kairetana) |                                                                              | Piano della Carlotta, westlich von Sasso bei Cerveteri in Italien            | Pleiades; RE; Smith;       |                     |
| Aquae Caesaris, ad aquas Caesaris                         |                                                         | Ort in Numidia                                                               |                                                                              | RE; Smith;                 |                     |
| Aquae Calidae, Aquis calidis                              |                                                         | Ort in Aquitanien                                                            | Vichy in Frankreich                                                          | PECS; RE; Smith;           |                     |
| Aquae Calidae                                             |                                                         | Ort in Hispanien                                                             | Cuntis in Galicien in Nordspanien                                            | Pleiades;                  |                     |
| Aquae Calidae                                             |                                                         | Ort in Hispania Tarraconensis                                                | Caldes de Montbui in Katalonien                                              | Pleiades; RE;              |                     |
| Aquae Calidae                                             |                                                         | Ort in Hispania Tarraconensis                                                | Caldes de Malavella in Katalonien                                            | Pleiades;                  |                     |
| Aquae Calidae                                             | Ὕδατα Θερμὰ Κολωνία (Hydata Therma Kolōnia)             | Ort in Mauretania Caesariensis                                               |                                                                              | RE; Smith;                 |                     |
| Aquae Calidae                                             |                                                         | Ort in Zeugitana                                                             |                                                                              | RE; Smith;                 |                     |
| Aquae Calidae                                             |                                                         | Ort in Kappadokien                                                           | bei Çiftehan in der Provinz Niğde in der Türkei                              | Pleiades; RE;              |                     |
| Aquae Calidae                                             |                                                         | Ort in Thrakien                                                              | Mineralbäder von Burgas in Bulgarien                                         | Pleiades; RE;              |                     |
| Aquae Calidae                                             |                                                         | siehe Aquae Sulis                                                            |                                                                              |                            |                     |
| Aquae Celenae, Aquae Cilenae                              |                                                         | Ort in Gallaecia                                                             | Caldas de Reis in Galicien in Nordspanien                                    | Pleiades; RE;              |                     |
| Aquae Convenarum                                          |                                                         | Ort in Aquitanien                                                            | Capvern im Département Hautes-Pyrénées in Frankreich                         | Pleiades; RE; Smith;       |                     |
| Aquae Cutiliae                                            | Ὕδατα Κωτίλια (Hydata Kōtilia)                          | Mineralquelle im Gebiet der Sabiner an der Via Salaria                       | zwischen Cittaducale und Castel Sant’Angelo in Latium                        | Pleiades; RE; Smith;       |                     |
| Aquae Dacicae                                             |                                                         | Ort in Mauretania Tingitana                                                  | 20 km südöstlich von Sidi Slimane in der marokkanischen Provinz Sidi Slimane | PECS; Pleiades; RE; Smith; |                     |
| Aquae Flaviae                                             |                                                         | Ort in Gallaecia                                                             | Chaves in Portugal                                                           | PECS; RE;                  |                     |
| Aquae Flavianae                                           |                                                         | Ort in Numidia                                                               | Hammam Essalihine in der Provinz Khenchela in Algerien                       | Pleiades; RE;              |                     |
| Aquae Granni, Aquae Grani                                 |                                                         | Ort in Germania inferior                                                     | Aachen                                                                       | PECS; RE;                  |                     |
| Aquae Gratianae, Aquae Allobrogium, Aquae Sabaudicae      |                                                         | Ort der Allobroger in Gallien                                                | Aix-les-Bains in Frankreich                                                  | PECS; RE; Smith;           |                     |
| Aquae Helveticae, Aquae Helvetiorum                       |                                                         | Ort in Helvetien                                                             | Baden AG in der Schweiz                                                      | RE;                        |                     |
| Aquae Hispanicae                                          |                                                         | siehe Aquae Bilbilitanorum                                                   |                                                                              |                            |                     |
| Aquae Iasae                                               |                                                         | Ort in Illyrien                                                              | Varaždinske Toplice in Kroatien                                              | PECS; RE;                  |                     |
| Aquae Labanae                                             | Λάβανα ὕδατα (Labana hydata)                            | kalte Mineralquellen zwischen Eretum und Nomentum in Latium                  | Bagni di Grotta Marozza bei Monterotondo in Italien                          | RE; Smith;                 |                     |
| Aquae Lesitanae                                           | Ὕδατα Λησιτανά (Hydata Lēsitana)                        |                                                                              |                                                                              | RE; Smith;                 |                     |
| Aquae Mattiacorum, Aquae Mattiacae, Mattiacum             |                                                         | Hauptort der Civitas Mattiacorum                                             | Wiesbaden                                                                    | PECS; RE; Smith;           |                     |
| Aquae Neapolitanae, Aquae calidae Neapolitanorum          |                                                         | Ort auf Sardinien                                                            | Bagni di Sardara bei Sardara                                                 | Pleiades; RE; Smith;       |                     |
| Aquae Neri, Neriomagus                                    |                                                         | gallisches Heilbad                                                           | Néris-les-Bains im Département Allier in Frankreich                          | PECS; RE; Smith;           |                     |
| Aquae Nisinciae, Aquae Nisincii                           |                                                         | Ort in Gallia Lugudunensis                                                   |                                                                              | Pleiades; RE; Smith;       |                     |
| Aquae Passeris, Aquae Passerianae                         |                                                         | Ort in Etrurien                                                              | Bagni Giasinelli, westlich von Viterbo                                       | Pleiades; RE; Smith;       |                     |
| Aquae Patavinae, Fons Aponi                               |                                                         | Quellort im Gebiet der Euganeer                                              | Abano Terme in Venetien                                                      | Smith;                     |                     |
| Aquae Persianae, Naro                                     |                                                         | Ort an der Küste südlich von Karthago                                        | Hammam-Lif in Tunesien                                                       | Pleiades;                  |                     |
| Aquae Populoniae                                          |                                                         | Ort in Etrurien                                                              |                                                                              | RE; Smith;                 |                     |
| Aquae Regiae                                              |                                                         | Badeort in der römischen Provinz Byzacena bzw. Africa proconsularis          | Henchir Katera in Tunesien                                                   | Pleiades; RE; Smith;       |                     |
| Aquae Segestanae, Aquae Pincianae                         |                                                         | Ort bei Segesta in Sicilien                                                  | Terme Segestane bei Castellammare del Golfo                                  | Pleiades; RE; Smith;       |                     |
| Aquae Segetae, Aquae Segeste, Aquae Segeste, Aquae Segete |                                                         | Ort in Gallien                                                               | Sceaux-du-Gâtinais im Département Loiret in Frankreich                       | PECS; Pleiades; RE; Smith; |                     |
| Aquae Segete                                              |                                                         | siehe Aquae Segetae                                                          |                                                                              |                            |                     |
| Aquae Selinuntiae                                         |                                                         |                                                                              |                                                                              | Smith;                     |                     |
| Aquae Sextiae Salluviorum, Aquae Iuliae                   |                                                         | Stadt der Salluvier in der Gallia Narbonensis                                | Aix-en-Provence im Département Bouches-du-Rhône in Frankreich                | PECS; RE; Smith;           |                     |
| Aquae Siccae                                              |                                                         | Ort in Gallia Narbonensis                                                    | bei Cazères im Département Haute-Garonne in Frankreich                       | Pleiades; RE; Smith;       |                     |
| Aquae Sinuessanae                                         |                                                         | Ort in Kampanien                                                             | Bagni Solfurei bei Mondragone                                                | Pleiades; RE; Smith;       |                     |
| Aquae Statiellae                                          | Ἀκούαι Στατιέλλαι (Akouai Statiellai)                   | Stadt in Ligurien                                                            | Acqui Terme i Piemont                                                        | PECS; RE; Smith;           |                     |
| Aquae Sulis, Aquae Calidae                                |                                                         | Ort in Britannien                                                            | Bath in England                                                              | PECS; RE; Smith;           |                     |
| Aquae Sulphurae                                           |                                                         | Ort in Illyrien                                                              | Ilidža in Bosnien-Herzegowina                                                | PECS;                      |                     |
| Aquae Tacapitanae                                         |                                                         | Badeort in Africa                                                            | El Hamma, westlich von Gabès in Tunesien                                     | Pleiades; RE; Smith;       |                     |
| Aquae Tarbellicae, Aquae Tarbellae, Aquae Augustae        |                                                         | Ort in Gallien                                                               | Dax im Département Landes in Frankreich                                      | PECS; RE; Smith;           |                     |
| Aquae Tauri                                               |                                                         | Ort in Etrurien                                                              | Terme Taurine, nordöstlich von Civitavecchia in Italien                      | Pleiades; RE; Smith;       |                     |
| Aquae Thibilitanae                                        |                                                         | Badeort in Numidien                                                          | Hammam Meskhoutine, 15 km westlich von Guelma in Algerien                    | Pleiades; RE; Smith;       |                     |
| Aquae Volaterranae                                        |                                                         |                                                                              |                                                                              | RE; Smith;                 |                     |
| Aquensis Vicus                                            |                                                         |                                                                              |                                                                              | Smith;                     |                     |
| Aquilaria                                                 |                                                         |                                                                              |                                                                              | Smith;                     |                     |
| Aquileia                                                  | Ἀκυληΐα (Akylēia), Ἀκουιληΐα (Akouilēia)                | latinische Kolonie in Oberitalien, in der Spätantike mehrfach Kaiserresidenz | Aquileia in der Region Friaul-Julisch Venetien in Italien                    | A.8. PECS; RE; Smith;      |                     |
| Aquileia                                                  |                                                         | römisches Kastell in Raetia                                                  | Heidenheim an der Brenz                                                      | Pleiades; RE;              |                     |
| Aquilonia                                                 |                                                         | Stadt in Samnium                                                             |                                                                              | RE; Smith;                 |                     |
| Aquilonia                                                 | Ἀκουιλωνία                                              | Stadt in Samnium                                                             | Lacedonia                                                                    | RE; Smith;                 |                     |
| Aquilonis mutatio                                         |                                                         | Straßenstation an der Grenze von Apulien und Kampanien                       | 10 km von Aecae (Troia)                                                      | RE;                        |                     |
| Aquincum                                                  |                                                         | Stadt am Danubius in Pannonia inferior                                       | Budapest in Ungarn                                                           | PECS; Pleiades; RE;        |                     |
| Aquinum                                                   | Ἀκούινον (Akouinon)                                     | Stadt der Volsker in Latium                                                  | Aquino in Provinz Frosinone in Italien                                       | PECS; RE; Smith;           |                     |
| Aquitania                                                 | Ἀκυϊτανία (Akyitania)                                   | Gallien zwischen Garonne und Pyrenäen, römische Provinz Gallia Aquitania     | Aquitanien                                                                   | Smith;                     |                     |